# Cimberis elongata
Cimberis elongata là một loài bọ cánh cứng trong họ Nemonychidae. Loài này được LeConte miêu tả khoa học đầu tiên năm 1876.